# Lista de ganhadores do prêmio Belfort Duarte
O Prêmio Belfort Duarte, criado em 16 de agosto de 1945 e oferecido entre 1946 e 1981, homenageava com uma medalha de prata o jogador de futebol profissional, e com uma de ouro o amador, que passasse dez anos sem sofrer uma expulsão, tendo jogado pelo menos 200 partidas nacionais ou internacionais.
Foi criado pelo Conselho Nacional de Desportos (CND) e seu nome homenageia João Evangelista Belfort Duarte, zagueiro modelo de disciplina.
A primeira medalha foi atribuída em 25 de junho de 1948 ao futebolista profissional Antonio Motta Espezim, do Coritiba. O primeiro amador a receber foi Ari Ferreira, do Del Castilho FC, vinculado à Federação Metropolitana do Rio de Janeiro, em 22 de dezembro do mesmo ano.
O jogador Zuza foi homenageado com uma medalha que nunca recebeu. Ele morreu ressentido com o mundo do futebol. Sua maior tristeza, além da derrota do Brasil na final da Copa de 1950 (para o Uruguai, no Maracanã), é de ter conquistado o "prêmio Belfort Duarte", mas não ter recebido o mesmo.
Outro que não consta na lista é o de Alcir Portela, ex-jogador e treinador do Club de Regatas Vasco da Gama, que ganhou o prêmio em 1974.

## Ganhadores do prêmio Belfort Duarte

### Profissionais ganhadores do prêmio (Medalha de prata)
| Atleta                                | Posição  | Data       | Clube                  | UF                  | Ref.                      |
| ------------------------------------- | -------- | ---------- | ---------------------- | ------------------- | ------------------------- |
| Adão Chaves                           |          | 13/10/1966 | Estrela                | Rio Grande do Sul   |                           |
| Alayne Pereira da Silva               |          | 04/01/1955 | Bangu                  | Rio de Janeiro      |                           |
| Alberto Ferreira Leite                |          | 30/07/1970 | Portuguesa             | São Paulo           | [ 6 ]                     |
| Alcidésio Antônio Souza Lima          |          | 1969       | Náutico                | Pernambuco          |                           |
| Alex Kamianecky                       |          | 10/08/1977 | America                | Rio de Janeiro      | [ 4 ]                     |
| Alírio da Silva Bahia                 |          |            | Vitória                | Bahia               |                           |
| Altino Nascimento                     |          | 13/10/1966 | Gaúcho                 | Rio Grande do Sul   |                           |
| Amaury de Castro                      |          |            | Cruzeiro               | Minas Gerais        |                           |
| Amilton João Benato                   |          | 28/12/1967 | E.C. Guaíra            | Paraná              |                           |
| Antônio Itarling Alves                |          | 18/03/1955 | América Mineiro        | Minas Gerais        |                           |
| Antonio Motta Espezim                 |          | 25/06/1948 | Coritiba               | Paraná              | [ 2 ] [ 4 ] [ 7 ] [ 8 ]   |
| Angelino Reinaldo Brum                |          | 14/08/1969 | Nacional               | Rio Grande do Sul   |                           |
| Apel Adelino do Nascimento            |          | 04/05/1955 | Madureira              | Rio de Janeiro      |                           |
| Aroldo Fedatto                        |          | 1951       | Coritiba               | Paraná              |                           |
| Áureo Arruda                          |          | 14/08/1969 | Grêmio                 | Rio Grande do Sul   |                           |
| Batatais                              |          | 1948       | Fluminense             | Rio de Janeiro      | [ 4 ]                     |
| Benê                                  |          | 17/09/1968 | São Paulo              | São Paulo           |                           |
| Bita                                  |          | 01/08/1972 | Santa Cruz             | Pernambuco          |                           |
| Carlinhos                             |          | 26/04/1965 | Flamengo               | Rio de Janeiro      | [ 4 ]                     |
| Castilho                              | goleiro  | 04/01/1955 | Fluminense             | Rio de Janeiro      | [ 3 ] [ 4 ]               |
| Décio Quaresma                        |          | 16/03/1955 | Bonsucesso             | Rio de Janeiro      |                           |
| Didi                                  |          | 14/10/1955 | Fluminense             | Rio de Janeiro      | [ 4 ] [ 9 ]               |
| Edmir Lourenço Campos                 |          | 04/01/1955 | Canto do Rio           | Rio de Janeiro      |                           |
| Edson Caires de Souza                 |          | 31/10/1955 | Fluminense             | Rio de Janeiro      |                           |
| Elton Fensterseifer                   |          | 16/04/1970 | Internacional          | Rio Grande do Sul   |                           |
| Émerson Alves de Andrade              |          | 17/07/1969 | Ferroviário            | Paraná              |                           |
| Evaristo de Macedo                    | meia     | 06/06/1955 | Flamengo               | Rio de Janeiro      | [ 4 ]                     |
| Everaldo Marques da Silva             | lateral  | 27/06/1972 | Grêmio                 | Rio Grande do Sul   | [ 3 ]                     |
| Félix                                 | goleiro  | 13/10/1970 | Fluminense             | Rio de Janeiro      | [ 3 ] [ 4 ] [ 10 ]        |
| Fernando Domingos de Souza            | goleiro  | 31/10/1955 | Bangu                  | Rio de Janeiro      |                           |
| Francisco Nunes Rodrigues             |          | 1999       | Ceará                  | Ceará               |                           |
| Franz August Heljreich                |          | 01/09/1971 | São Cristóvão          | Rio de Janeiro      |                           |
| Gentil Alves de Castro                |          | 27/01/1969 | E. C. Nacional         | Rio Grande do Sul   |                           |
| Geraldo Antonio de Lima               |          | 29/12/1955 | Bahia                  | Bahia               |                           |
| Gilber Pereira de Oliveira            |          | 26/06/1967 | Bonsucesso             | Rio de Janeiro      |                           |
| Gylmar                                | goleiro  | 1966       | Santos                 | São Paulo           | [ 4 ] [ 9 ]               |
| Hélcio Joviniano Barbosa              |          | 04/01/1955 | Botafogo               | Rio de Janeiro      |                           |
| Helio de Araújo                       |          | 31/10/1955 | Portuguesa-RJ          | Rio de Janeiro      |                           |
| Helmiton Cardoso de Freitas           |          | 13/07/1966 | Sport                  | Pernambuco          |                           |
| Hercílio                              |          |            | Treze                  | Paraíba             |                           |
| Humberto de Campos Carvalho           |          | 08/10/1970 | Rio Branco-ES          | Rio de Janeiro      |                           |
| Ildefonso Debur                       |          | 28/12/1967 | União Bigorrilho F.C.  | Paraná              |                           |
| Izaias Luiz                           |          | 16/03/1955 | Bonsucesso             | Rio de Janeiro      |                           |
| Jackson Nascimento                    |          | 1950       | Atlético Paranaense    | Paraná              |                           |
| Jaime de Almeida                      |          | 24/11/1949 | Flamengo               | Rio de Janeiro      | [ 2 ] [ 4 ] [ 11 ]        |
| João Carlos Pires                     |          | 14/05/1970 | Sport                  | Pernambuco          |                           |
| Joel                                  |          |            | Vitória                | Bahia               |                           |
| Jophe de Souza                        |          | 04/01/1955 | Flamengo               | Rio de Janeiro      |                           |
| Jorge Farah Ibrahim                   |          | 10/09/1969 | Madureira              | Rio de Janeiro      |                           |
| José Abílio Machado                   |          | 14/10/1955 | Atlético Paranaense    | Paraná              |                           |
| José Carlos Belzarena                 |          | 02/02/1967 | E.C. Guarany           | Paraná              |                           |
| José Centeno de Oliveira              |          | 28/12/1967 | Sá Viana               | Rio Grande do Sul   |                           |
| José Mendonça dos Santos ("Dequinha") |          | 04/01/1955 | Flamengo               | Rio de Janeiro      | [ 4 ]                     |
| Lauro Edimo Steigleder                |          | 06/08/1955 | Floriano               | Rio Grande do Sul   |                           |
| Luiz Zittermann Torres                |          | 08/06/1971 | Grêmio                 | Rio Grande do Sul   |                           |
| Marinho                               |          |            | Treze                  | Paraíba             |                           |
| Mario Ferreira                        |          | 06/09/1972 | C.A. União             | Paraná              |                           |
| Mario Macagnan                        | zagueiro |            | S.C. Nacional          | Rio Grande do Sul   |                           |
| Menasche Federbush                    |          | 04/05/1955 | G.E. Israelita         | Rio Grande do Sul   |                           |
| Nei                                   | ponta    |            | Palmeiras              | São Paulo           |                           |
| Nelson Wojhan                         |          | 10/09/1969 | Glória                 | Rio Grande do Sul   |                           |
| Nésio Correa Filho                    |          | 29/12/1955 | Cruzeiro-RJ            | Rio de Janeiro      |                           |
| Newton Xavier Santos                  |          | 24/11/1955 | Bangu                  | Rio de Janeiro      |                           |
| Nilo Ventura Mendes                   |          | 29/12/1955 | Madureira              | Rio de Janeiro      |                           |
| Norberto Nascimento Lima              |          | 14/08/1972 | Tamoio F.C.            | Rio Grande do Sul   |                           |
| Nivaldo                               |          | 1975       | Potiguar               | Rio Grande do Norte |                           |
| Osni do Amparo                        |          | 29/12/1955 | America                | Rio de Janeiro      |                           |
| Orlando Alves Ferreira                |          | 06/09/1973 | Portuguesa             | São Paulo           | [ 2 ] [ 4 ]               |
| Orlando Schilipake                    |          | 14/10/1955 | C.E. Belmonte          | Paraná              |                           |
| Paulo Inácio Heineck                  |          | 06/09/1967 | Lajeadense             | Rio Grande do Sul   |                           |
| Pedro Wntkynicz                       |          | 28/12/1967 | E.C. Guaíra            | Paraná              |                           |
| Pepe                                  | ponta    | 21/09/1967 | Santos                 | São Paulo           | [ 4 ] [ 9 ] [ 12 ] [ 13 ] |
| Puskas                                |          | 1972       | Internacional de Lages | Santa Catarina      |                           |
| Ruivo                                 |          |            | Treze                  | Paraíba             |                           |
| Sebatião Pinto                        |          | 06/08/1970 | Oriente                | Rio de Janeiro      |                           |
| Sergio Livingstone                    |          | 03/1954    | Chile                  | Chile               |                           |
| Sima                                  |          | 01/2000    |                        | Piauí               | [ 3 ]                     |
| Sylvio Torres                         |          | 29/12/1955 | Diana                  | Rio de Janeiro      |                           |
| Tadeu José da Costa Lima              |          |            | CSA/CRB                | Alagoas             |                           |
| Telê Santana                          | ponta    |            | Fluminense             | Rio de Janeiro      | [ 4 ] [ 9 ]               |
| Toninho Almeida                       |          |            | Cruzeiro               | Minas Gerais        |                           |
| Thomaz Mark                           |          | 16/03/1955 | Bonsucesso             | Rio de Janeiro      |                           |
| Valmir de Freitas                     |          | 20/06/1972 | Portuguesa             | São Paulo           |                           |
| Valter Gonzáles Fernandes             |          | 18/02/1972 | Alumínio               | São Paulo           |                           |
| Vavá                                  | atacante | 29/12/1955 | Vasco da Gama          | Rio de Janeiro      | [ 4 ] [ 9 ]               |
| Waldir Peres                          | goleiro  | 1984       | São Paulo              | São Paulo           | [ 9 ]                     |

### Amadores ganhadores do prêmio (Medalha de ouro)
| Atleta                          | Data       | Clube                       | UF                | Ref.        |
| ------------------------------- | ---------- | --------------------------- | ----------------- | ----------- |
| Adrualdo Barbosa da Silva       | 14/10/1955 | Flamengo                    | Rio de Janeiro    |             |
| Alcyr de Souza Coelho           | 04/01/1955 | Eng. Dentro A.C.            | Rio de Janeiro    |             |
| Antonio Benedito Zangari        | 14/03/1978 | C.A. Loandense              | Paraná            |             |
| Antonio Expedito de Castro      | 13/04/1953 | S.C. União                  | Rio de Janeiro    |             |
| Antonio Fernandes Machado Filho | 08/09/1955 | E.C. Guanabara              | Rio de Janeiro    |             |
| Antonio Vassalo                 | 08/09/1956 | S.C. Cocotá                 | Rio de Janeiro    |             |
| Apostolo Cuzzuco                | 08/07/1965 | B.E. Capão Amora            | Paraná            |             |
| Ari Ferreira                    | 22/12/1948 | Del Castilho F.C.           | Rio de Janeiro    | [ 2 ] [ 4 ] |
| Arno Carlos Sandrini            | 29/11/1971 | Ypiranga F.C.               | Paraná            |             |
| Augusto Teixeira Monteiro Filho | 04/05/1955 | A.C. Nacional               | Rio de Janeiro    |             |
| Aydgton Gomes da Cruz           | 04/05/1955 | Oriente A.C.                | Rio de Janeiro    |             |
| Batista Boderona                | 16/03/1955 | Torres Homem F.C.           | Rio de Janeiro    |             |
| Benjamim Strazas                | 06/09/1972 | G.E. Israelita              | Rio Grande do Sul |             |
| Brasilino Machado de Sá         | 29/12/1955 | M.N. Porcelana F.C.         | Rio de Janeiro    |             |
| Carmine Tonessa Netto           | 31/10/1955 | E.C. Democrata              | Rio de Janeiro    |             |
| Claudio Figueiró                | 10/11/1976 | Guaiba F.C.                 | Rio Grande do Sul |             |
| Cícero Salata                   | 28/12/1967 | União Bigorrilho            | Paraná            |             |
| Denis Purkot                    | 01/12/1965 | União Bigorrilho            | Paraná            |             |
| Deocleciano de Brito            | 22/03/1955 | Sampaio A.C.                | Rio de Janeiro    |             |
| Djalma Dias                     | 04/01/1955 | E.C. Oposição               | Rio de Janeiro    |             |
| Djalma dos Santos               | 29/12/1955 | Madureira                   | Rio de Janeiro    |             |
| Edmundo Brauner                 | 10/09/1969 | Cruzeiro-RS                 | Rio Grande do Sul |             |
| Elias José Nicolau              | 04/01/1955 | S.C. União                  | Rio de Janeiro    |             |
| Elpidio Gomes da Silva          | 29/12/1955 | Cruzeiro F.C.               | Rio de Janeiro    |             |
| Eurides Titon                   | 02/10/1969 | E.C. Guaíra                 | Paraná            |             |
| Florisvaldo Rosan               | 05/09/1968 | America                     | Rio de Janeiro    |             |
| Giovani Mancuso                 | 31/10/1955 | E.C. Federal                | Rio Grande do Sul |             |
| Jordan da Costa                 | 04/05/1955 | A.C. Nacional               | Rio de Janeiro    |             |
| Horacio Cardoso Machado Junior  | 14/10/1955 | S.C. Oity                   | Rio de Janeiro    |             |
| Humberto Torgado de Oliveira    | 27/10/1966 | Fluminense                  | Rio de Janeiro    |             |
| Joel de Souza Martins           | 13/11/1969 | Mavilis F.C.                | Rio de Janeiro    |             |
| Joel Bastos de Souza            | 01/07/1971 | Glória                      | Rio Grande do Sul |             |
| Jorge Cardoso                   | 29/12/1955 | Distinta A.C.               | Rio de Janeiro    |             |
| Jorge da Costa Feijó            | 16/03/1955 | Realengo F.C.               | Rio de Janeiro    |             |
| Jorge dos Santos                | 14/10/1955 | A.C. Nacional               | Rio de Janeiro    |             |
| Jorge Francisco da Rosa         | 14/10/1955 | C. Grande A.C.              | Rio de Janeiro    |             |
| Jose da Silva                   | 10/09/1955 | Torres Homem F.C.           | Rio de Janeiro    |             |
| Jose de Souza Peluzzo           | 31/10/1955 | E.C. Royal                  | Rio de Janeiro    |             |
| José Emilio de Oliveira         | 18/02/1972 | A.C. Três Corações          | Minas Gerais      |             |
| Jose Joaquim da Silva           | 09/08/1955 | Torres Homem F.C.           | Rio de Janeiro    |             |
| Leôncio Abel Vieira             | 30/11/1966 | Grêmio                      | Rio Grande do Sul |             |
| Loacir Thomaz                   | 18/01/1968 | União Bigorrilho            | Paraná            |             |
| Manoel Delvaux Castañon         | 05/11/1970 | S.C. Juiz de Fora           | Minas Gerais      |             |
| Manoel Salvador                 | 14/10/1955 | A.A. Nova América           | Rio de Janeiro    |             |
| Marcos Chamin                   | 04/06/1955 | G.E. Israelita              | Rio Grande do Sul |             |
| Marcos Divan                    | 04/05/1955 | Distinta F.C.               | Rio de Janeiro    |             |
| Marcos Lerer                    | 04/05/1955 | G.E. Israelita              | Rio Grande do Sul |             |
| Mario Alves Correa              | 29/12/1955 | Astoria F.C.                | Rio de Janeiro    |             |
| Mario Ari Ganho                 | 17/05/1962 | E.C. Guaíra                 | Paraná            |             |
| Mario Frederico Ionsson         | 14/10/1955 | G.E. Belmonte               | Paraná            |             |
| Milton Cardoso                  | 04/01/1955 | Canto do Rio                | Rio de Janeiro    |             |
| Moacir Alberti                  | 05/09/1968 | Ipiranga F.C.               | Paraná            |             |
| Moacyr da Silva Costa           | 31/10/1955 | Confiança A.C.              | Rio de Janeiro    |             |
| Nelson Pereira Acha             | 16/03/1955 | Sampaio A.C.                | Rio de Janeiro    |             |
| Nilton dos Santos               | 24/11/1955 | Bangu A.C.                  | Rio de Janeiro    |             |
| Onivaldo Serfert                | 29/10/1968 | Palmeiras E.C.              | Paraná            |             |
| Osmar Codinatti                 | 14/10/1955 | Guarany F.C.                | Rio Grande do Sul |             |
| Paulo de Mello Menezes          | 22/03/1955 | Distinta A.C.               | Rio de Janeiro    |             |
| Paulo Mattos Maia               | 20/09/1956 | Del Castilho F.C.           | Rio de Janeiro    |             |
| Paulo Gonçalves Francisco       | 29/12/1955 | A.C. Nacional               | Rio de Janeiro    |             |
| Renato Abdener Chrispino        | 04/01/1955 | S.C. Oity                   | Rio de Janeiro    |             |
| Renato Adamo Bolla              | 26/04/1965 | A.A. Barra Bonita           | São Paulo         |             |
| Samuel Jerônimo Levinbulk       | 31/10/1955 | Campo Grande A.C.           | Rio de Janeiro    |             |
| Samuel Zalman Heler             | 23/10/1956 | GE Israelita                | Rio Grande do Sul |             |
| Sebastião Nascimento            | 09/06/1955 | Unidos Ricardo F.C.         | Rio de Janeiro    |             |
| Sebastião Souza Oliveira        | 09/08/1955 | Olaria A.C.                 | Rio de Janeiro    |             |
| Sergio Peres Lopes              | 26/02/1957 | Vasco da Gama - Santos - SP | São Paulo         |             |
| Tadetusz Halempa                | 13/07/1966 | União Bigorrilho            | Paraná            |             |
| Venicio Fernandes               | 20/03/1969 | Monte Azul                  | Minas Gerais      |             |
| Waldomiro Barboza de Oliveira   | 25/05/1955 | Ferroviária                 | São Paulo         |             |
| Waldyr de Carvalho e Silva      | 04/01/1955 | S.C. União                  | Rio de Janeiro    |             |
| Walfrido do Rosário             | 31/10/1955 | Bacacheri A.C.              | Paraná            |             |
| Walter Alves Mourão             | 14/06/1963 | Juventus F.C.               | Minas Gerais      |             |
| Walter de Oliveira              | 29/12/1955 | Del Castilho F.C.           | Rio de Janeiro    |             |
| Walter Queiroz                  | 08/07/1965 | Realengo F.C.               | Rio de Janeiro    |             |
| Wanderley Caldeira de Assis     | 29/12/1955 | Atila F.C.                  | Rio de Janeiro    |             |
| Wilson Antonini                 | 04/01/1955 | G.E. Sulbanco               | Rio Grande do Sul |             |
| Wilson Anttonio de Oliveira     | 31/10/1955 | Realengo F.C.               | Rio de Janeiro    |             |
| Wilson Moreira de Azambuja      | 13/05/1963 | S.C. Oposição               | Rio de Janeiro    |             |